# Celtic Futebol Clube
El Celtic Futebol Clube es un equipo de fútbol de Cabo Verde, del barrio de Achadinha de Baixo de la ciudad de Praia en la isla de Santiago. Juega en el campeonato regional de Santiago Sur.

## Estadio

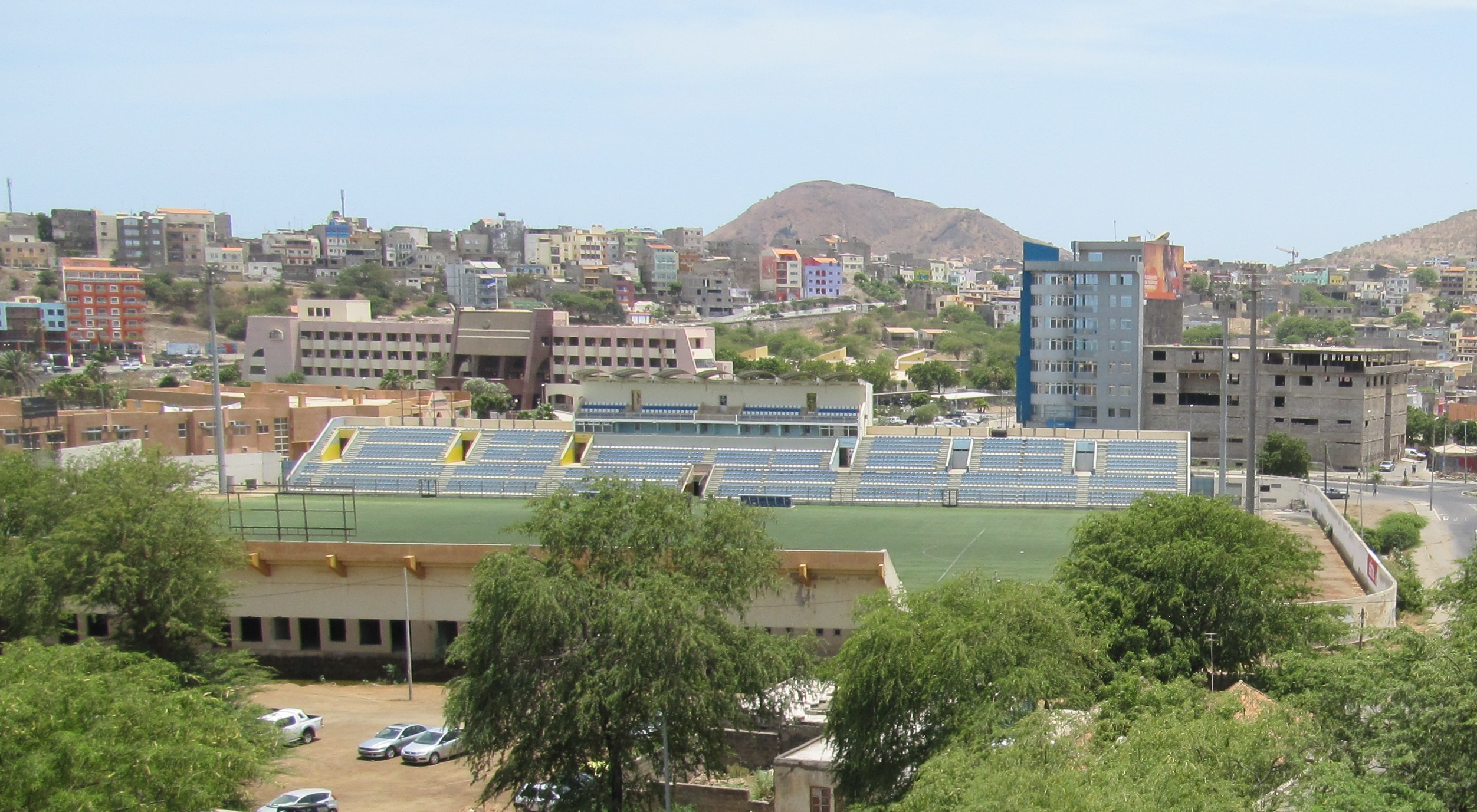
Estadio de Várzea.

El Celtic Futebol Clube juega en el estadio de Várzea, el cual comparte con el resto de equipos de la ciudad, ya que en él se juegan todos los partidos del campeonato regional de Santiago Sur. Tiene una capacidad para 8.000 espectadores.
Los entrenamientos son realizados en el estadio de Várzea.

## Palmarés
- Campeonato regional de Santiago Sur 1

2019